# بيتر أوستينوف
بيتر ألكسندر أوستينوف (16 أبريل من عام 1921- 28 مارس من عام 2004)؛ ممثل إنجليزي، وممثل صوتي، وكاتب، وكاتب مسرحي، ومنتج إعلامي، ومخرج مسرحي ومخرج لحفلات الأوبرا، ومصمم ديكور مسرحي، وكاتب سيناريو، وممثل هزلي، وفكاهي، وكاتب عمود في الصحف والمجلات، ومقدم برامج إذاعية، ومقدم تلفزيوني. وكان شخصية أساسية في البرامج الحوارية التلفزيونية وجولات المحاضرات في معظم حياته المهنية. كان مثقفًا ودبلوماسيًا، وشغل العديد من المناصب الأكاديمية، إذ عمل سفيرًا للنوايا الحسنة لدى اليونيسف ورئيسًا للحركة الاتحادية العالمية.
حصل أوستينوف على العديد من الجوائز على مدار حياته، بما في ذلك جائزتي أوسكار لأفضل ممثل مساعد، وجوائز إيمي، وجوائز غولدن غلوب وجوائز الأكاديمية البريطانية للأفلام عن أدائه وجائزة غرامي لأفضل تسجيل للأطفال، وكذلك حصل على جوائز حكومية من المملكة المتحدة وفرنسا وألمانيا وغيرها من الدول. لقد أظهر تميزًا ثقافيًا فريدًا من نوعه أكسبه مرارًا وتكرارًا لقب الرجل الموسوعي. أهدى ميكلوس روزا -المؤلف الموسيقى لفيلم كوف اديس (الوضع الراهن) «String Quartet No. 1، Op. 22 (1950)» والعديد من الأعمال الأخرى إلى أوستينوف.
غيرت جامعة درم في عام 2003 اسم جمعية الخريجين الخاص بها إلى كلية أوستينوف على شرف المساهمات الكبيرة التي قدمها أوستينوف بصفته مستشارًا للجامعة منذ عام 1992 وحتى وفاته.

## أبرز محطات مسيرته المهنية
ظهر أوستينوف في مسرحية وايت كارغو في عام 1939 في مسرح أيلزبري، حيث أدّى دوره في المسرحية بلهجة مختلفة كل ليلة. خدم أوستينوف برتبة جندي في الجيش البريطاني خلال الحرب العالمية الثانية، بما في ذلك الوقت الذي أمضاه برتبة جندي مرسال تحت إمرة ديفيد نيفين أثناء كتابته لفيلم نيفين ذا واي أهيد. كان الفرق في رتبهم -إذ كان نيفين مقدمًا وأوستينوف جنديًا‌- عائقًا أمام ارتباطهما المنتظم عسكريًا؛ عُين أوستينوف جندي مرسال تحت إمرة نيفين لحل تلك المشكلة. ظهر أوستينوف في الأفلام الدعائية، إذ ظهر لأول مرة في ون أوف أور إيركرافت إز ميسينغ (1942)، حيث كان مطلوبًا منه تسليم النصوص باللغة الإنجليزية واللاتينية والهولندية. قدم وأدّى أوستينوف تحت رعاية جمعية الدائرة الوطنية لوسائل الترفيه (ENSA) في عام 1944، دور السير أنتوني أبسولوت في مسرحية شيريدان ذا رايفلز، مع السيدة إديث إيفانز، على خشبة مسرح معسكر لاركهيل، في ويلتشير، في إنجلترا.
بدأ أوستينوف بالكتابة بعد الحرب؛ كان أول نجاح كبير له في مسرحية ذا لوف أوف فور كولونيلز (1951). لعب دور البطولة مع همفري بوغارت وألدو راي في فيلم وي آر نو إينجل (نحن لسنا ملائكة) (1955). واصل حياته المهنية بصفته كاتبًا مسرحيًا، وتُعتبر مسرحية رومانوف آند جولييت (1956) أبرز أعماله. تشتمل أدواره السينمائية على الإمبراطور الروماني نيرو في فيلم كو فاديس (1951)، وعلى لينتولوس باتياتوس في سبارتاكوس (1960)، والنقيب فير في بيلي باد (1962) وعلى دور رجل عجوز نجا من مستقبل شمولي في لوغان رن (1976). أدى أوستينوف صوت الأسدين المتشبهين بالإنسان الأمير جون والملك ريتشارد في فيلم الرسوم المتحركة روبن هود الذي أنتجته شركة ديزني لعام 1973. كما عمل في عدة أفلام بوظيفة كاتب ومخرج في بعض الأحيان، بما في ذلك ذا واي أهيد (1944)، وسكول فور سيكريتس (1946)، وهوت ميليونز (1968)، وميمد، ماي هاوك (1984).
مثل شخصية المحقق هيركيول بوارو التي ابتكرتها أجاثا كريستي في 6 أفلام مأخوذة عن رواياتها، إذ ظهر لأول مرة في ديث أون ذا نايل (جريمة على نهر النيل) (1978) ثم في عام 1982 في فيلم إيفيل أندر ذا سن (شر تحت أشعة الشمس)، وثيرتين آت دينر (ثلاثة عشر على العشاء) (فيلم تلفزيوني)، وديد مانز فولي (مبنى الرجل الميت) (فيلم تلفزيوني) لعام 1986، ومردر إن ثري أكتس (جريمة في ثلاثة فصول) (فيلم تلفزيوني) لعام 1986 وأبوينتمينت ويذ ديث (موعد مع الموت) لعام 1988.
فاز أوستينوف بجائزتي أوسكار لأفضل ممثل عن دوره في سبارتاكوس (1960) وتوبكابي (1964). حصل أوستينوف على جائزة غولدن غلوب لأفضل ممثل مساعد عن فيلم كو فاديز (وضع تمثالي الأوسكار والغولدن غلوب فوق مكتبه كما لو أنه يلعب التنس الزوجي؛ إذ كان يعشق هذه الرياضة، بالإضافة إلى رياضة يخوت المحيطات). حصل أوستينوف أيضًا على 3 جوائز إيمي بالإضافة إلى جائزة غرامي وترشيحين لنيل جائزة توني.
لعب أوستينوف دور البطولة جنبًا إلى جنب مع بيتر جونز في المسلسل الكوميدي الخاص بإذاعة بي بي سي في كل الاتجاهات، وذلك بين عامي 1952 و1955. لعب كل من الممثلين دور نفسيهما في رحلة بالسيارة داخل لندن، ضمن عملية بحث دائمة عن شارع كوبثورن. تستند الكوميديا على الشخصيات التي يقابلانها، والتي غالبًا ما يلعبان دورها. اعتُبر المسلسل غير اعتياديًا في ذلك الوقت، إذ كان معظمه ارتجاليًا بدلًا من أن يكون ذو نص مكتوب. ارتجل أوستينوف وجونز مستخدمين شريط تسجيل، إلا أن الأمر كان صعبًا؛ إذ حرّر فرانك كزير ودينيس نوردن -اللذان لعبا بعض الأدوار في المسلسل- محتوى الشريط قبل بثّه.
أخرج أوستينوف العديد من حفلات الأوبرا خلال ستينيات القرن الماضي بعد تشجيع السير جورج سولتي له. تضمّنت قائمة الحفلات التي أخرجها كل من جانّي سكيكي لملحن الأوبرا جاكومو بوتشيني، ولور إيسبانيول للمؤلف الموسيقي موريس رافيل، وإيرفاتونغ للملحّن أرنولد شوينبيرج، وذا ماجيك فلوت (الناي السحري) لموزارت. استمر أوستينوف في إظهار المزيد من موهبته الكبيرة وبراعته في المسرح، إذ عمل على التصميم المسرحي وتصميم الأزياء لأوبرا جون جيوفاني.
انتُخب أوستينوف العميد الأول لجامعة دندي، حيث خدم لفترتين متتاليتين دامتا ثلاث سنوات منذ عام 1968.
لاقت سيرته الذاتية عزيزي أنا (1977) استقبالًا جيّدًا، إذ وصف حياته (أو على ما يبدو، طفولته) خلال استجوابه من قبل الأنا الخاصة به؛ إذ تضمن الكتاب غارات في عمق الفلسفة والمسرح والشهرة وتحقيق الذات. أصبح التمثيل والكتابة عملًا ثانويًا بالنسبة له منذ عام 1969 وحتّى وفاته، إذ ركّز على عمله مع اليونيسف بصفته سفيرًا للنوايا الحسنة وجامعًا للتبرعات. زار بعضًا من أشد الأطفال فقرًا واستغل قدرته على إضحاك الناس، بما في ذلك أكثر الأطفال حرمانًا في العالم. نُقل عن المديرة التنفيذية لليونيسف كارول بيلامي قولها: «يستطيع السيد بيتر أن يُضحك الجميع». كان من المقرر أن يقابل أوستينوف رئيسة الوزراء الهندية أنديرا غاندي على التلفزيون الأيرلندي في 31 أكتوبر من عام 1984، لكنّها اغتيلت وهي في طريقها إلى الاجتماع.
شغل أوستينوف منصب رئيس الحركة الاتحادية العالمية منذ عام 1991 وحتّى وفاته. صرّح ذات مرّة: «إن الحكومة العالمية ليست ممكنة وحسب، بل إنها أمر محتوم؛ وعند تطبيقها، ستناشد الروح الوطنية في أصدق أشكالها، وبمعناها الوحيد، الروح الوطنية للإنسان الذي يحب تراثه الوطني لدرجة تجعله يرغب في الحفاظ على أمنه من أجل الصالح العام».

## روابط خارجية
- بيتر أوستينوف على موقع IMDb (الإنجليزية)
- بيتر أوستينوف على موقع الموسوعة البريطانية (الإنجليزية)
- بيتر أوستينوف على موقع روتن توميتوز (الإنجليزية)
- بيتر أوستينوف على موقع مونزينجر (الألمانية)
- بيتر أوستينوف على موقع ألو سيني (الفرنسية)
- بيتر أوستينوف على موقع ميوزك برينز (الإنجليزية)
- بيتر أوستينوف على موقع تيرنر كلاسيك موفيز (الإنجليزية)
- بيتر أوستينوف على موقع أول موفي (الإنجليزية)
- بيتر أوستينوف على موقع قاعدة بيانات برودواي على الإنترنت (الإنجليزية)
- بيتر أوستينوف على موقع قاعدة بيانات برودواي على الإنترنت (الإنجليزية)